# Openbaar washuis

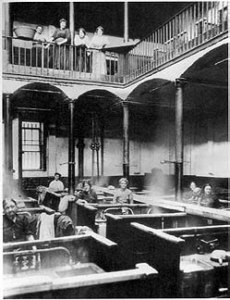
Interieur van het Frederick Street wash house, het eerste Engelse openbare washuis. Foto uit 1914.

Een openbaar washuis is een publieke gelegenheid waar mensen hun was kunnen doen. Dergelijke washuizen werden in de loop van de negentiende en twintigste eeuw op verschillende plaatsen in Europa opgericht, het eerste in Engeland in 1842. De achtergrond was dezelfde als bij de oprichting van openbare badhuizen. De hygiënische omstandigheden waren vooral onder de armere bevolkingsgroepen slecht en de overheid achtte het noodzakelijk hierin verandering te brengen. In de bad- en washuizen  konden mensen baden of wassen tegen een geringe vergoeding. In 1846 werd in Engeland wetgeving ingevoerd voor de publieke bad- en washuizen. Vaak werden bad- en washuis gecombineerd. In Liverpool kwamen er in de negentiende eeuw 6 en in Londen 8 washuizen. In andere landen met een milder klimaat werden ook in de open lucht openbare wasplaatsen ingericht.

## Amsterdam
In Amsterdam werden om dezelfde reden als in Engeland washuizen geopend en geëxploiteerd door de gemeentelijke Dienst WSBZ, ook gecombineerd met badhuizen, het eerste in 1925. Met name de vakbeweging en de socialisten drongen hierop aan. Voor de Tweede Oorlog kende Amsterdam twee washuizen. Een daarvan werd gesloten maar in de jaren vijftig bleek de behoefte toch weer zo groot dat een tweede verrees. 
Het laatste washuis werd in Amsterdam in 1975 gesloten, nadat de belangstelling steeds verder afnam. Velen konden het zich veroorloven een wasmachine te kopen en daarnaast vormden de snelle en goedkope wasserette een geduchte concurrent.